# 4559 Strauss
4559 Strauss è un asteroide della fascia principale. Scoperto nel 1989, presenta un'orbita caratterizzata da un semiasse maggiore pari a 3,0225071 UA e da un'eccentricità di 0,1039725, inclinata di 11,12270° rispetto all'eclittica.
Dal 4 ottobre al 2 novembre 1990, quando 4580 Child ricevette la denominazione ufficiale, è stato l'asteroide denominato con il più alto numero ordinale. Prima della sua denominazione, il primato era di 4529 Webern.
L'asteroide è dedicato al compositore austriaco Johann Strauss il giovane.